# Сальково (Херсонская область)
Сальково (укр. Салькове) — село в Генической городской общине Генического района Херсонской области Украины. Непосредственно восточнее расположено Соколовское озеро.
Население по переписи 2001 года составляло 105 человек. Почтовый индекс — 75517. Телефонный код — 5534. Код КОАТУУ — 6522187503.
Железнодорожная станция Сальково.

## Местный совет
75517, Херсонская обл., Генический р-н, с. Червоное, ул. Центральная, 11